# Siamesisch-Kambodschanischer Krieg 1831–1834
Der Siamesisch-Kambodschanische Krieg 1831–1834 war die letzte größere militärische Auseinandersetzung zwischen Siam und Kambodscha.

## Vorgeschichte
Bereits seit Beginn des 17. Jahrhunderts war Vietnam in die Angelegenheiten der Khmer verwickelt, die sich aus der Umklammerung der Siamesen von Ayutthaya zu lösen versuchten und dabei die Hilfe der Vietnamesen erbaten. Bis zum Ende des 18. Jahrhunderts wurde aus dem Gegensatz zwischen Siam und Vietnam ein offener Machtkampf um die Vorherrschaft in Kambodscha. Vor der Rebellion 1811/12 hatte dessen König Ang Chan II. (reg. 1791 bis 1835) Tribut an beide Nachbarn entrichtet, wie es der Tradition entsprach. Dies half ihm jedoch nicht, als sich sein Bruder um Hilfe an Siam wandte und König Rama II. (reg. 1809 bis 1824) diesem zur Thronbesteigung verhalf. Ang Chan konnte zwar wenig später mit Hilfe der Vietnamesen den Thron zurückgewinnen, doch nur um den Preis des Vasallenstatus gegenüber Vietnam. 

## Verlauf
1831 entschloss sich König Rama III. (reg. 1824 bis 1851), Kambodscha wieder unter siamesische Oberhoheit zu bringen und befahl die Invasion. Er entsandte Truppen, die von Norden Richtung Süden marschierten. In der Schlacht von Kompong Chang wurde Ang Chan 1832 geschlagen und musste sich erneut nach Vietnam zurückziehen. Bei seiner Verfolgung rückten die siamesischen Truppen auch in Südvietnam ein und nahmen die Städte Châu Đốc und Vinh-long, bevor sie durch eine größere vietnamesische Armee zum Rückzug gezwungen wurden. Zwischenzeitlich begann ein allgemeiner Aufstand gegen die siamesischen Herrscher in Kambodscha und in Ost-Laos. Vietnam nutzte die momentane Schwäche der Okkupanten und zog mit einer etwa 15.000 Mann starken Armee nach Kambodscha, setzte Ang Chan erneut auf den Thron in Udong und vertrieb die Siamesen aus dem Reich der Khmer.

## Folgen
Kambodscha wurde dem direkten Einfluss Siams auf Dauer entzogen, insbesondere nachdem es in Französisch-Indochina einverleibt wurde.